# Margaret Wycherly
Margaret Wycherly (ur. 26 października 1881, zm. 6 czerwca 1956) – angielska aktorka filmowa i telewizyjna.

## Filmografia
seriale
- 1947: Kraft Television Theatre
- 1948: Studio One (serial telewizyjny) jako Pani Page
- 1953: General Electric Theater jako Gospodyni

film
- 1929: Thirteenth Chair, The jako Madame Rosalie La Grange
- 1934: Midnight jako pani Weldon
- 1941: Sierżant York jako Matka Yorka
- 1942: Zagubione dni jako pani Deventer
- 1943: Kaci także umierają jako Ludmilla Novotny
- 1946: Roczniak jako Ma Forrester
- 1948: Wieczna Amber jako pani Spong
- 1948: Miłość Carmen jako Staruszka
- 1949; Biały żar jako Ma Jarrett
- 1953: Aquel hombre de Tanger jako Pani Sanders

## Nagrody i nominacje
Za rolę matki Yorka w filmie Sierżant York została nominowana do Oscara.